# Boris Šerić
Boris Šerić (Pribude, 4 gennaio 1968) è un generale croato, rappresentante militare della Repubblica di Croazia presso la NATO e l'Unione Europea da novembre 2023 ed ex comandante in capo delle Forze terrestri croate dal 2020 al 2023.

## Biografia
Ha conseguito il titolo di ingegnere dei trasporti presso la Facoltà di Traffico dell'Università di Zagabria e il titolo di Master of Science in National Resource Strategy presso la Dwight D. Eisenhower School for National Security and Resource Strategy negli Stati Uniti.
Nel gennaio 1991 si è unito al Ministero dell’interno della Repubblica di Croazia (MUP) e ha preso parte alla guerra d'indipendenza croata. Nell'ottobre dello stesso anno è entrato a far parte della 4ª Brigata motorizzata delle guardie "Pauci", dove ha ricoperto diversi incarichi, da comandante di plotone, di una batteria e infine un battaglione di artiglieria missilistica.
Nel maggio 2004 è stato nominato comandante della 658ª Brigata missilistica e d’artiglieria. Nel 2006 ha partecipato a una missione delle Nazioni Unite in India e Pakistan
Dal 2008 è stato docente presso l’Accademia militare croata, mentre nel 2012 ha assunto il comando della Gardijska mehanizirana brigada (Brigata meccanizzata delle guardie). Il 1º gennaio 2018 è stato nominato vicecomandante dell'esercito di terra croato e il 18 marzo 2020 ne è diventato comandante, venendo promosso a tenente generale.
Nel settembre 2021 è stato inserito nella Hall of Fame internazionale della National Defense University degli Stati Uniti a Washington; mentre il 1º novembre 2023 ha assunto la carica di rappresentante militare della Repubblica di Croazia presso la NATO e l'Unione Europea.